# Liutprand (König)
Liutprand (veraltet: Luitprand; † Januar 744) war in den Jahren 712 bis 744 König der Langobarden.
Während seiner langen Regierungszeit war er um die innere Festigung seines Reiches bemüht und trat als Gesetzgeber und Förderer der Kirche hervor. Er baute die königliche Macht aus und konnte die beiden halbautonomen Herzogtümer Spoleto und Benevent zeitweise unter seine Kontrolle bringen. Er nutzte die Schwächung der byzantinischen Stellung in Italien während des Bilderstreites zur territorialen Erweiterung seines Reiches, verzichtete dann auf seine Eroberungen im Dukat von Rom und auf andere römische Kirchengüter zugunsten von Papst Zacharias. Unter seiner Herrschaft erreichte das Langobardenreich den Höhepunkt seiner Macht.

## Leben

### Jugend
Liutprand war der jüngere Sohn des Ansprand und der Theodorada. Nach dem Tod des Königs Cunincpert im Jahr 700 wurde Ansprand Regent für dessen minderjährigen Sohn und Thronfolger Liutpert. Dagegen erhob sich acht Monate nach dem Tod Cunincperts Raginpert, der Herzog von Turin, der sich gegen Ansprand in der Schlacht von Novara durchsetzen konnte. Zwar starb Raginpert bereits 701, doch wurde daraufhin dessen Sohn Aripert II. König.
In der Schlacht bei Ticinum (Pavia) besiegte Aripert II. das Heer König Liutperts unter Ansprand, Ato, Tatzo, Rotharit und Farao und nahm Liutpert gefangen. Ansprand floh an den bairischen Hof, wo dux Theudebert ihn wohlwollend aufnahm. Der junge Liutpert wurde 703 von Aripert als potenzieller Thronrivale ermordet. Ansprands Familie wurde verstümmelt: Seinem Sohn Sigiprand wurden die Augen ausgestochen, seiner Frau Theodorada und seiner Tochter Aurona wurden Nase und Ohren abgeschnitten, lediglich Ansprands kleiner Sohn Liutprand durfte zu seinem Vater ins Exil.
712 stellte Theudebert ein Heer zur Verfügung, mit dem Ansprand und Liutprand über die Alpen zogen. Bei Pavia kam es zur Schlacht mit Ariperts Heer. Diese war offenbar noch nicht entschieden, da setzte sich Aripert abends von seinem Heer ab, um die Nacht im Palast zu verbringen. Das Heer fühlte sich verraten und meuterte. Aripert floh aus Pavia und ertrank im Ticinus, den er mit Schätzen beladen durchschwimmen wollte. Ansprand konnte seine Nachfolge unangefochten antreten, starb allerdings bereits drei Monate darauf. Am 13. Juni konnte sich Liutprand zum König krönen lassen.

### Königsherrschaft

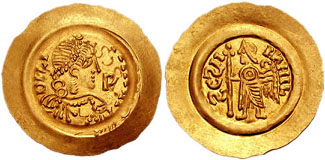
Tremissis Luitprands
DN LI TPRAN
Dominus noster Liutprandus (Unser Herr Liutprand)
SCS MIHHIL (St. Michael)

Im Jahr 712 kam er einem Mordanschlag seines consanguineus (Blutsverwandten) Rothari zuvor und tötete ihn. Dessen vier Söhne ließ Liutprand hinrichten. Zwei seiner armigeri (Waffenträger) planten einen weiteren Anschlag. Von Liutprand zur Rede gestellt, bekannten sie ihre Schuld und wurden begnadigt. Damit war Luitprands Königtum zunächst gesichert. In Italien gab es vier konkurrierende politische Mächte: Den König, die halbautonomen Dukate Spoleto und Benevent, Byzanz und das erstarkende Papsttum. In diesem Umfeld wollte Liutprand König ganz Italiens werden. Mit Romuald II. von Benevent arrangierte sich Liutprand, indem er ihm um 715 seine Nichte Gumperga zur Frau gab.
Faroald II., der dux von Spoleto, eroberte um 716 eigenmächtig die byzantinische Stadt Classis, musste sie aber auf Geheiß Liutprands wieder räumen. Langobarden aus dem Dukat Benevent eroberten 717 unter Romuald II. das byzantinische Cumae, wurden aber auf Intervention Papst Gregor II. nach einiger Zeit durch den dux von Neapel wieder vertrieben. Liutprand bestätigte um 720 der Kirche die von Aripert II. vorgenommenen Schenkungen in den Cottischen Alpen.
Mit Bayern war Liutprand seit seinem Exil verbunden. Er griff 717 nach dem Tod Herzog Theodos zugunsten seiner Verwandten in innerbayerische Auseinandersetzungen ein. Um 715 heiratete er die bayrische Prinzessin Guntrud, mit der er eine Tochter hatte. Um 725 griff er gemeinsam mit Karl Martell nochmals in bayrische Angelegenheiten ein, eroberte mehrere Städte und verschob die langobardische Grenze nordwärts nach Magias (Mais bei Meran).
Slawische Stämme griffen den Ort Lauriana in Friaul an, wurden aber von dux Pemmo zurückgeschlagen. Die Langobarden eroberten das byzantinische Narnia (Narni).
Liutprand kaufte den Sarazenen die Gebeine des heiligen Augustinus von Hippo ab und überführte sie nach Pavia.

#### Ikonoklasmusstreit
Der byzantinische Kaiser Leo III. verbot 726 die Bilderverehrung und ordnete die Entfernung aller heiligen Bilder aus den Kirchen an. Das bilderfeindliche Edikt des Kaisers führte im Vatikan und im Langobardenreich zum Aufruhr gegen die byzantinische Herrschaft. Papst Gregor II. verdammte auf einer römischen Synode die Bilderstürmer. Liutprand belagerte Ravenna und zerstörte den byzantinischen Kriegshafen Classis. Der patricius Paulus aus Ravenna sandte Truppen gegen den Papst, die von langobardischen Heeren zurückgedrängt wurden. Liutprand eroberte die byzantinischen Städte Feronianum (Frignano), Mons Bellius (Monteveglio), Buxeta (Busseto), Persiceta (San Giovanni in Persiceto), Bononia (Bologna), die Pentapolis (Rimini, Pesaro, Fano, Sinigaglia und Ancona), Auximum (Osimo) und Sutri, das er wenig später Papst Gregor II. zugesprochen haben soll; eine Vorwegnahme der Pippinischen Schenkung in kleinem Maßstab. Thomas Hodgkin vertritt die Auffassung, dass die Städte sich mehr oder minder freiwillig dem Schutz Liutprands unterstellten, um sich dem Konflikt zwischen Papst und Byzanz zu entziehen.

#### Ausweitung der königlichen Macht
727 wurde der Exarch Paulus getötet. Sein Nachfolger, der Eunuch Eutychius, landete bei Neapel und verbündete sich nach einem missglückten Anschlag auf den Papst um 730 mit Liutprand. Liutprand wollte Spoleto und Benevent seinem Einfluss unterwerfen und ließ dem Exarchen freie Hand für Rom. Er unterwarf Transamund II., den Herzog von Spoleto, und marschierte dann auf Rom, wo er eine Verständigung zwischen Papst Gregor II. und dem Exarchen Eutychius erreichte. Mit den byzantinischen Städten Venedig und Comacchio schloss er Verträge.
Als Pemmo, der dux von Friaul, den Patriarchen Calixtus um 731 gefangen nahm, fiel er in Ungnade und Liutprand setzte dessen Sohn Ratchis als dux ein. Pemmo floh mit seinen Anhängern zu den Slawen, bis Ratchis den König zur Versöhnung bewegen konnte. Pemmo wurde mit seinen Söhnen Ratchait und Aistulf begnadigt, die anderen Missetäter wurden eingesperrt.
Romuald II. von Benevent war um 730 gestorben. Den Usurpator Audelahis besiegte Liutprand um 732 und setzte seinen eigenen Neffen Gregorius als dux ein. Romualds minderjährigen Sohn Gisulf II. nahm er nach Pavia, wo er ihn wie einen Sohn aufzog.

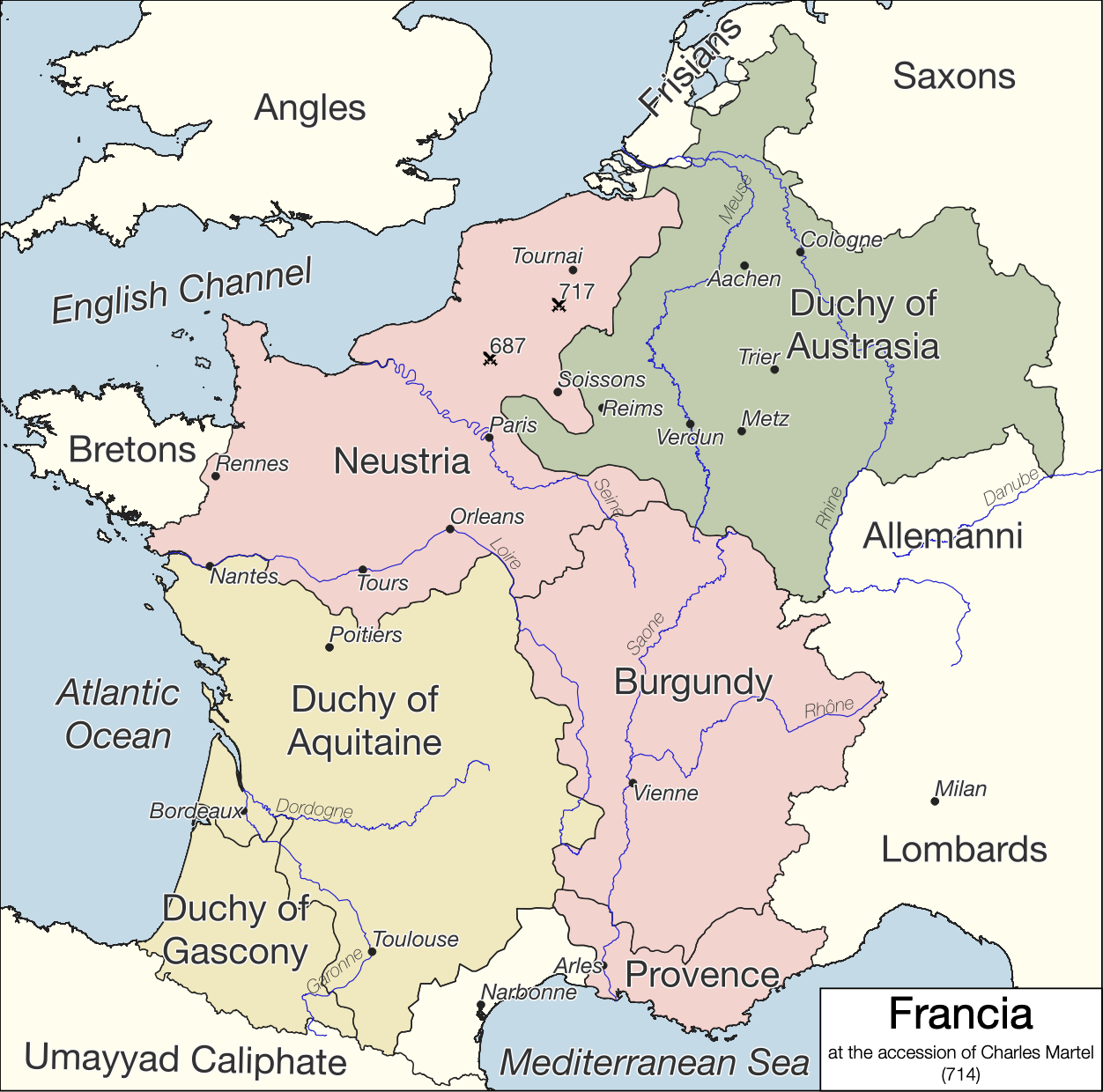
Das Frankenreich im Jahr 714

Er suchte gute Beziehungen zum Frankenreich, wo sich 719 der Hausmeier Karl Martell als eigentlicher Herrscher durchgesetzt hatte. Karls Sohn Pippin wurde 734/37 von Liutprand adoptiert. Karl Martell war mit Sonichildis, einer Cousine von Liutprands Frau Guntrud verheiratet. Als Karl 737 Liutprand bat, ihm in der Provence gegen die Sarazenen beizustehen, erklärte er sich zu dieser Waffenhilfe bereit. Liutprands Neffe Hildeprand konnte Ravenna um 737 einnehmen, verlor es aber um 740 wieder an die Venetianer.

#### Erneute Unruhen in Spoleto und Benevent

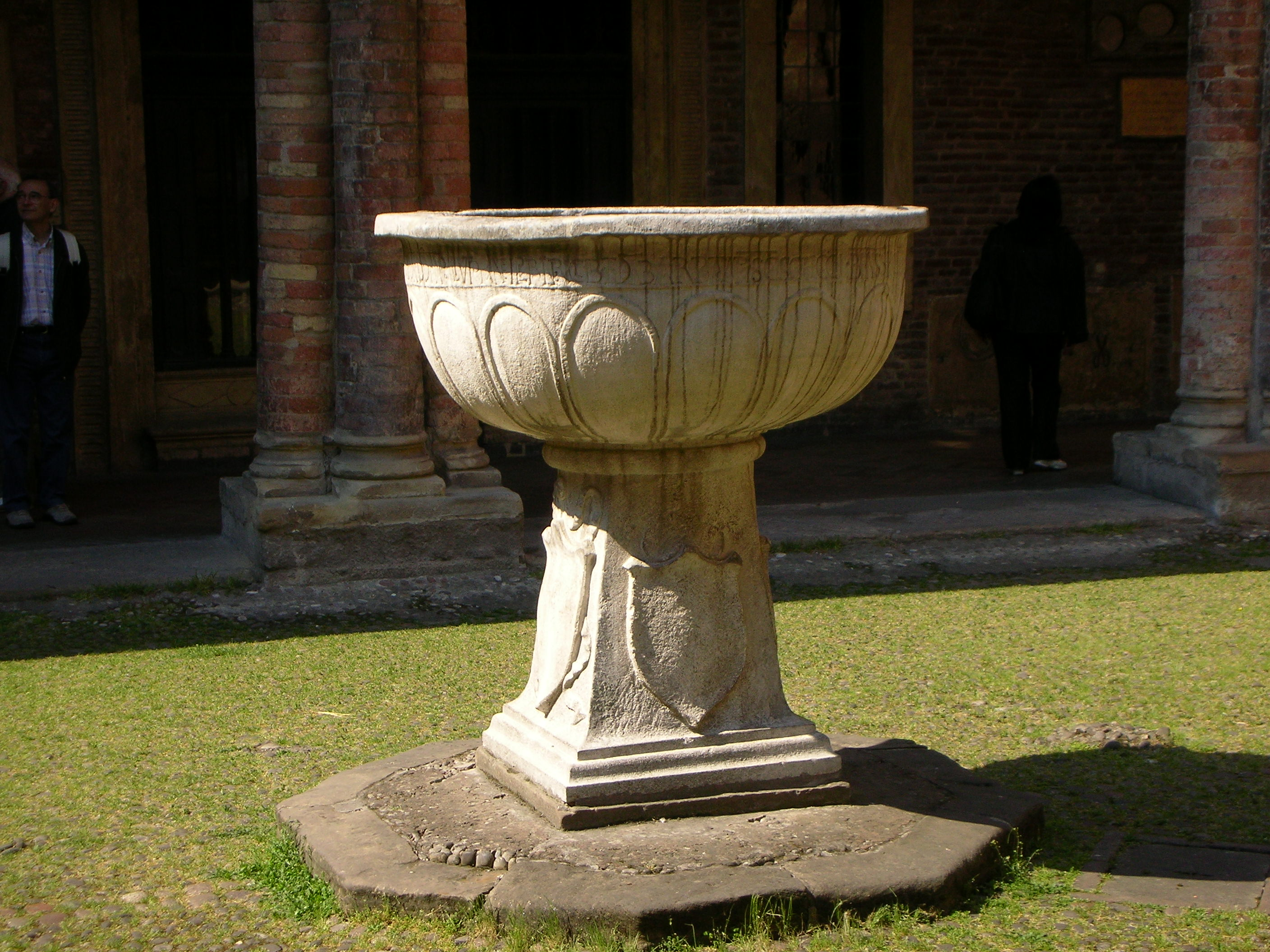
Das „Pilatus-Becken“ im „Pilatushof“ Basilika Santo Stefano in Bologna aus dem 8. Jahrhundert trägt in einer Inschrift die Namen der Könige Liutprand und Hildeprand und des Bischofs Barbatus.

Liutprands Ziel, Rom einzunehmen, wurde aber offenbar nicht aufgegeben. Die Gefährdung des Papsttums in Rom blieb bestehen und verschärfte sich. Dux Godescalc war ohne Einwilligung des Königs dessen verstorbenem Neffen Gregorius nachgefolgt. Die duces Godescalc von Benevent und Transamund II. von Spoleto verbündeten sich im Jahr 739 mit Papst Gregor III. Liutprand rückte 739 mit einem Heer an und Transamund floh nach Rom. In Spoleto setzte Liutprand im Juni 739 Hilderic als dux ein. Hildeprand nutzte eine Erkrankung seines Onkels, um selbst nach der Macht zu greifen. Der König gesundete allerdings bald wieder und beteiligte Hildeprand nun als Mitkönig an der Regierung. Der Hilferuf des Papstes an Karl Martell im Jahre 739 verhallte angesichts dessen Freundschaft mit Liutprand ungehört. Somit musste der Papst auf eigene Faust mit Liutprand verhandeln, dessen Position durch den Aufstand seines Neffen Hildeprand und durch den fortdauernden Kampf mit Spoleto geschwächt war.
Im Dezember 740 kehrte Transamund II. nach Spoleto zurück und tötete den von Liutprand eingesetzten Hilderic. Liutprands anrückendes Heer wurde 742 zwischen Fanum (Fano) und Forum Simphronii (Fossombrone) von einem spoletanisch-byzantinischen Heer angegriffen. Dux Ratchis von Friaul und sein Bruder Aistulf bildeten mit ihren Leuten die Nachhut und deckten den Vormarsch. Liutprand gelang es, Transamund abzusetzen und ihn dazu zu zwingen, ins Kloster zu gehen; sein Herzogtum fiel an Agiprand. Godescalc wurde von den Beneventanern auf der Flucht getötet und Liutprand setzte seinen Neffen Gisulf II. als dux ein.
Mit Papst Zacharias machte Liutprand 742 seinen Frieden, wobei er auf seine Eroberungen im Dukat von Rom und auf andere römische Kirchengüter verzichtete. Der Papst konnte ihn auch von einem geplanten Feldzug gegen Ravenna abbringen.

#### Nachfolge

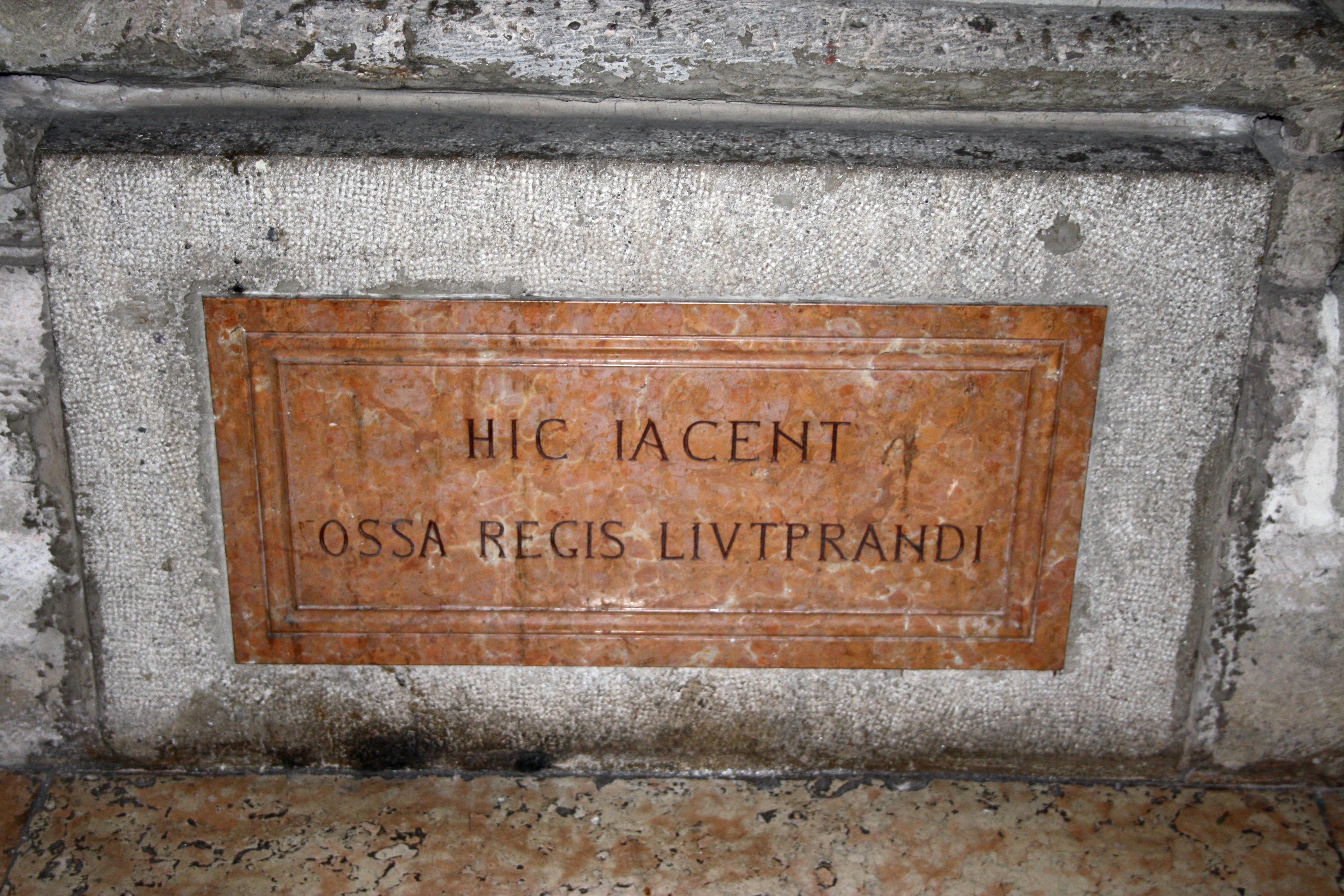
Grabmal Liutprands in San Pietro in Ciel d’Oro:
Hic iacent ossa regis Liutprandi
(Hier ruhen die Gebeine König Liutprands)

Liutprand starb im Januar 744 und wurde, wie sein Vater, in der St. Adrian Kirche in Pavia beigesetzt. Die Nachfolge trat zunächst sein Neffe Hildeprand an, der allerdings noch im selben Jahr von Ratchis abgelöst wurde. Im 12. Jahrhundert wurde er in die von ihm erbaute Kirche San Pietro in Ciel d’Oro in Pavia umgebettet. Weitere Zeugnisse seiner Bautätigkeit sind das Kloster St. Anastasius in Corteolona und das Kloster in Bercetum.
Am Fuß der letzten Säule des rechten Ganges befindet sich das Grab von König Liutprand. 2018 wurden die Knochen Gegenstand einer bioarchäologischen und genetischen Untersuchung. Die Analysen zeigten, dass die Knochen zu drei Individuen der Oberschicht gehörten, die starke Muskeln hatten und Proteine, hauptsächlich aus Fleisch und Fisch, in größerem Umfang aßen als der Rest der Bevölkerung, wie die Vergleiche mit den Knochenfunden zeigten. aus einer Nekropole der Langobardenzeit in Oberitalien. Von diesen drei Individuen stammen zwei (ein Mann mittleren Alters und ein jüngerer Mann) aus dem 7. Jahrhundert, während das dritte Subjekt, das etwa 40/50 Jahre alt starb, ein Zeitgenosse von Liutprand war: Es ist daher möglich, dass die Knochen des dritten Individuums dem König gehören.
2018 wurde während einiger Restaurierungsarbeiten ein Fragment der Inschrift des Herrschers in der Krypta des Doms von Pavia gefunden.

### Rechtswesen
Unter Liutprand wurde das langobardische Recht durch Jahressatzungen erweitert. Er hielt jährliche Volksversammlungen zur Bestätigung seiner Gesetze ab. Dadurch entwickelte sich das langobardische Volksrecht zu einem der Umfangreichsten und näherte sich einem Fallrecht. Die Liutprandi Leges waren zum Teil gegen Heidentum, Häresie und Apostasie gerichtet: So kam es 727 zum Verbot von Wahrsagerei. Wahrsager wurden als Sklaven ins Ausland verkauft. Magie und Verehrung von Bäumen und Quellen wurde bei Freien mit einer Geldstrafe, bei Mägden und Knechten mit dem Verkauf ins Ausland geahndet.

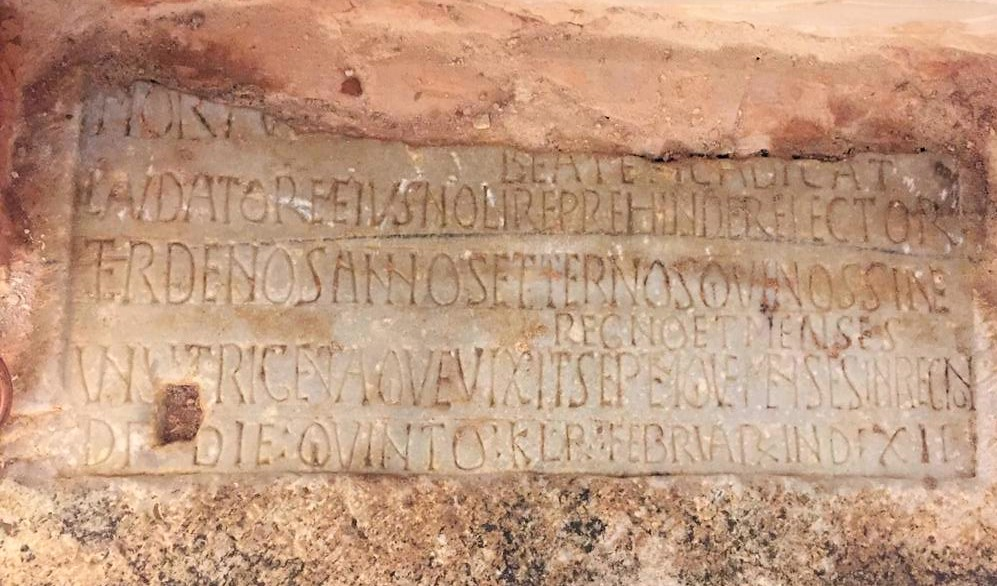
Fragment der Inschrift des Königs in der Krypta des Doms von Pavia im Jahr 2018 gefunden

Er regelte per Gesetz die Ämterhierarchie der Herzöge und Gastalden als königliche Amtsträger in den Städten, denen die Schultheißen, Decani und Saltarii als Vorsteher von Dörfern und kleineren ländlichen Bezirken untergeordnet waren. Er rief einen Landfrieden aus und untersagte Fehden. Der Verkauf von Freien als Sklaven ins Ausland wurde untersagt.
Im Erbrecht fand eine Annäherung an das römische Recht statt: Lebten keine ehelichen Söhne mehr, so erbten die ehelichen unverheirateten bzw. verwitweten Töchter. Andere Verwandte waren vom Erbe ausgeschlossen, insbesondere uneheliche Kinder. Im langobardischen Recht konnten allerdings nicht alle Erbfähigen gleichzeitig und zu gleichen Teilen erben, sondern nur nacheinander.
Im Eherecht hob er das Verbot von Mischehen zwischen Romanen und Langobarden auf. Die Morgengabe war in der Höhe auf ein Viertel des Vermögens des Ehemanns begrenzt. Frauen wurde ein „Zustimmungsrecht“ bei der Wahl des Ehemannes eingeräumt.
723 wurde ein Gesetz erlassen, das die Klerikerweihe von Sklaven anderer Leute unter Strafe stellte und ihre Rückgabe an den jeweiligen Besitzer anordnete. Frisch verwitwete Frauen durften nicht aus Gewinnsucht von ihrem Vormund ins Kloster eingewiesen werden. Ein Gesetz von 727 befasste sich mit Mägden, die ins Kloster eingewiesen werden und auf dem Weg dorthin heiraten.

### In übergreifenden Darstellungen
- Jörg Jarnut: Geschichte der Langobarden, Kohlhammer, Stuttgart 1982, ISBN 3-17-007515-2, S. 80–105
- Wilfried Menghin: Die Langobarden. Archäologie und Geschichte. Theiss-Verlag, Stuttgart 1985, ISBN 3-8062-0364-4, S. 193–198.
- Nick Everett: How territorial was Lombard law? in: Walter Pohl, Peter Erhart (Hrsg.): Die Langobarden. Herrschaft und Identität, Verlag der Österreichischen Akademie der Wissenschaften, Wien 2005, ISBN 3-7001-3400-2, S. 345–360 (zu Liutprand S. 351–360)
- Hermann Fröhlich: Studien zur langobardischen Thronfolge von den Anfängen bis zur Eroberung des italienischen Reiches durch Karl den Großen (774), Diss. Tübingen 1980, Teil 1, S. 182–197 und Teil 2, S. 177–185

### Ältere Werke
- Ludo Moritz Hartmann: Geschichte Italiens im Mittelalter. Band 2, Teil 2. Perthes, Gotha 1903, S. 122ff. (teilweise überholt)
- Thomas Hodgkin: Italy and her Invaders. Band 6. Clarendon Press, Oxford 1895, S. 437–508 (teilweise überholt)
- Felix Dahn: Liutprand. In: Allgemeine Deutsche Biographie (ADB). Band 19, Duncker & Humblot, Leipzig 1884, S. 9–19.